# Ручей (Лодейнопольский район)
Ручей — деревня в Алёховщинском сельском поселении Лодейнопольского района Ленинградской области.

## История
В конце XIX — начале XX века деревня административно относилась к Красногорской волости 2-го стана 2-го земского участка Тихвинского уезда Новгородской губернии.

РУЧЕЙ — деревня Окольского сельского общества, число дворов — 20, число домов — 22, число жителей: 40 м. п., 54 ж. п.; 

Занятие жителей — земледелие. Ручей. (1910 год)

С 1917 по 1918 год деревня входила в состав Красногорского сельсовета Тихвинского уезда Новгородской губернии.
С 1918 года в составе Череповецкой губернии.
С 1927 года в составе Тервиничского сельсовета Оятского района. В 1927 году население деревни составляло 103 человека.
Согласно карте Ленинградской области Северо-западного аэрогеодезического треста ГГУ издания 1932 года деревня насчитывала 11 крестьянских дворов.
По данным 1933 года деревня Ручей входила в состав Тервинского (Тервиничского) сельсовета Оятского района.

Деревня Ручей на карте РККА 1940 года

С 1955 года в составе Лодейнопольского района.
В 1958 году население деревни составляло 33 человека.
По данным 1966, 1973 и 1990 годов деревня Ручей также входила в состав Тервенического сельсовета.
В 1997 году в деревне Ручей Тервенической волости проживали 2 человека, в 2002 году — 1 человек (русский).
В 2007 году в деревне Ручей Алёховщинского СП проживали 4 человека, в 2010 году — 9, в 2014 году — 6 человек.

## География
Деревня расположена в юго-восточной части района к северу от автодороги 41К-019 (Явшиницы — Хмелезеро).
Расстояние до административного центра поселения — 18 км.
Расстояние до ближайшей железнодорожной станции Лодейное Поле — 66 км.
Через деревню протекает безымянный, правый приток реки Шадьма.

## Демография
| 1910 | 1927 | 1958 | 1997 | 2007 | 2010 | 2014 |
| ---- | ---- | ---- | ---- | ---- | ---- | ---- |
| 94   | ↗103 | ↘33  | ↘2   | ↗4   | ↗9   | ↘6   |
| 2015 | 2016 | 2017 |      |      |      |      |
| ↗7   | →7   | →7   |      |      |      |      |

### Национальный состав
Согласно данным Всероссийской переписи населения 2021 года в деревне проживали 3 человека, все русские.

## Инфраструктура
На 1 января 2014 года в деревне было зарегистрировано: хозяйств — 2, частных жилых домов — 15
На 1 января 2015 года в деревне зарегистрировано: хозяйств — 2, жителей — 7.